# 坡印廷环形山

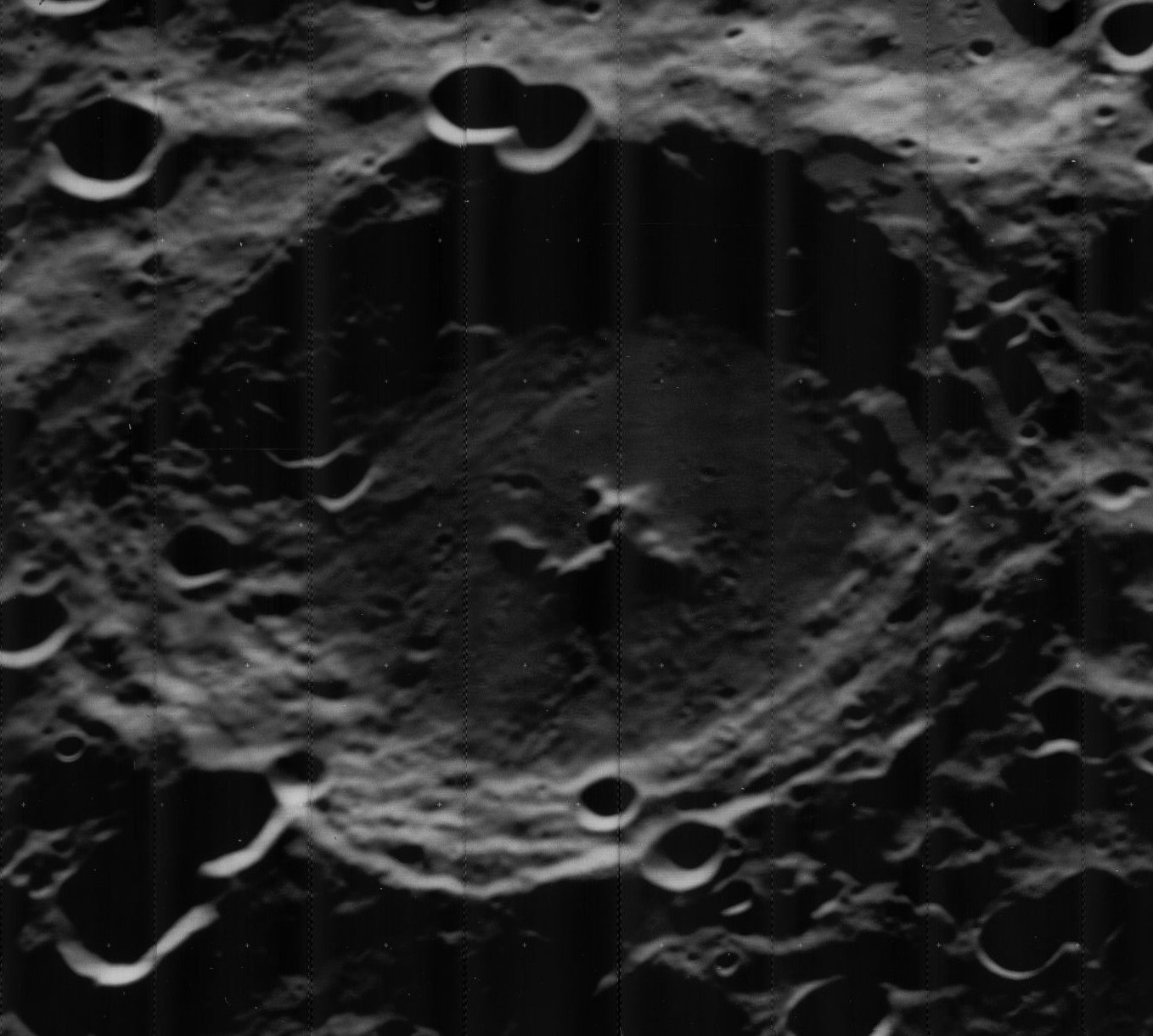
月球轨道器5号拍摄的斜视图

坡印廷环形山（英語：Poynting）是月球背面北半球一座古老的大型撞击坑，约形成于酒海纪代，其名称取自英国物理学家约翰·亨利·坡印廷（John Henry Poynting，1852年-1914年），1970年被国际天文联合会正式批准接受。

## 描述
该陨坑西邻凯库勒环形山、北靠布朗克环形山和波邦内陨石坑、麦克纳利陨石坑位于它的东北、东侧坐落着弗里德曼环形山、东南则是格里格陨石坑。该陨坑的中心月面坐标为17°30′N 133°23′W / 17.5°N 133.38°W，直径127.6公里，
深度2.9公里。
该陨石坑大致呈圆形状，西北侧有些内凹，整体磨损度一般。外侧壁较为平缓，东西二侧边缘上各重叠着一对彼此相挨的小陨坑，东南侧则坐落着一串短链坑；陨坑内侧壁坡宽阔，东、北二侧带有阶地结构；坑壁平均高出周边地形1640米，内部容积约有17500立方千米；杯形的坑底覆盖着黝黑的玄武质熔岩，中心偏东北坐落着一道峰脊，沿南侧内壁散布有一些小的陨坑和陨洞。

## 卫星陨石坑

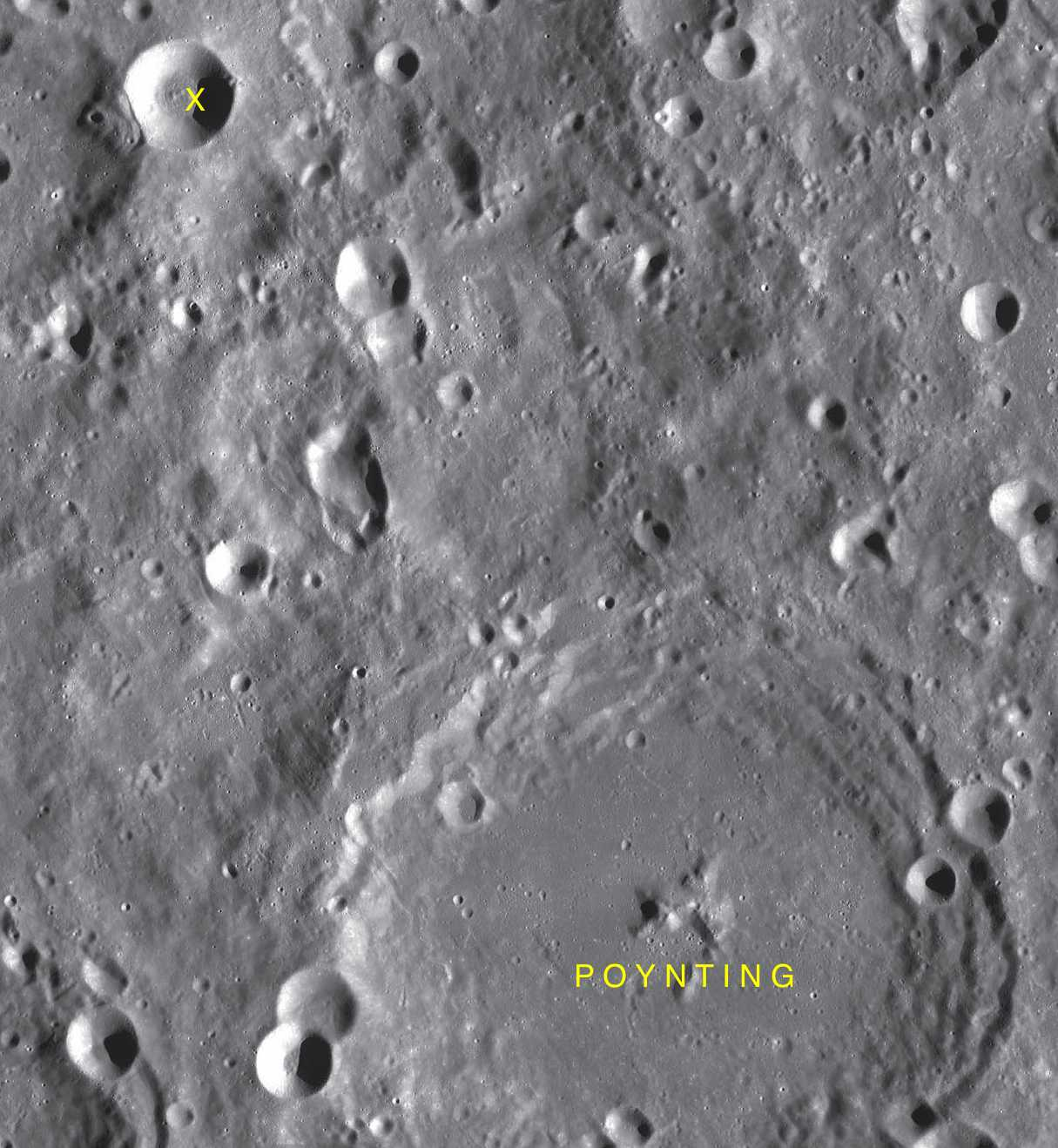
LAC-52 月图

按惯例，最靠近坡印廷环形山的卫星坑在月图上以字母标注在该坑中心点的旁边。
| 坡印廷 | 纬度    | 经度     | 直径    |
| ------ | ------- | -------- | ------- |
| X      | 23.3° N | 136.2° W | 22 公里 |